# ラドクリフ・ホール

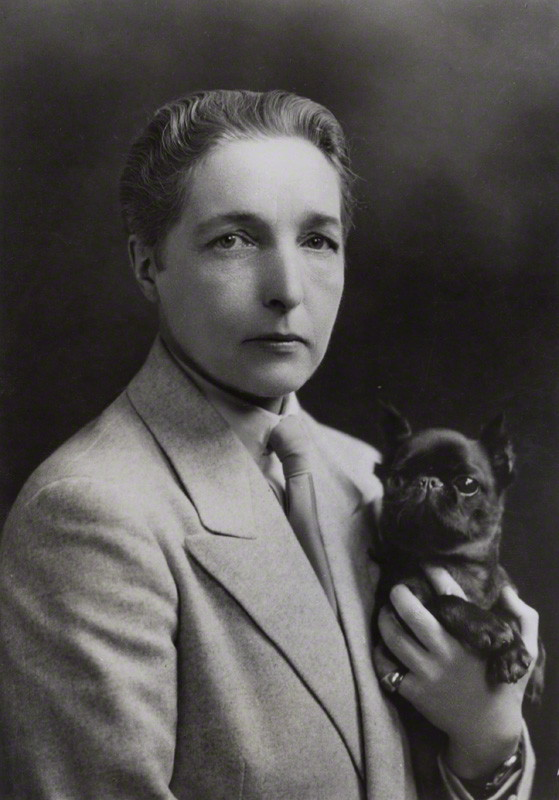
1930年ごろ撮影

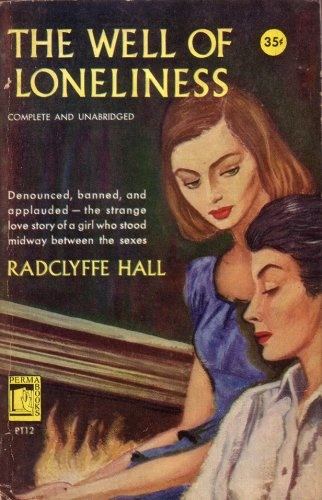
孤独の井戸

マーガレット・アントニア・ラドクリフ・ホール（Margaret Antonia Radclyffe Hall、1880年8月12日 - 1943年8月7日）は、イギリスの著名な詩人、作家である。彼女は、レズビアン文学の金字塔とされる小説『孤独の井戸（The Well of Loneliness）』によって広く知られている。成人してからは、自身の本名ではなく「ジョン」という名で呼ばれることが多かった。

## 生い立ちと家族
ホールは1880年、ハンプシャー州ボーンマス（現ドーセット州）のダーリー・ロードにある「サニー・ローン」で誕生した。父親はラドクリフ・ラドクリフ・ホール、母親はメアリー・ジェーン・セイガー（旧姓ディール）である。
彼女の父親は裕福なプレイボーイであった。イートン校とオックスフォード大学で教育を受けたが、英国医師会長を務めた著名な医師である自身の父親から多額の遺産を相続したため、働く必要がなかった。一方、母親はフィラデルフィア出身のアメリカ人未亡人であった。
父親は1882年に幼いホールと母親を捨てて家を出たものの、ホールにはかなりの財産を残した。その後、母親は声楽教授のアルバート・ヴィセッティと再婚するが、ホールはヴィセッティを好まず、母親との関係も険悪であった。ホールは母親を軽蔑しており、母親が妊娠中に中絶できなかったことを幼少期を通して明かしたとされる。母親はホールの遺産を頻繁に自身の目的のために使用していた。

## 独立と「先天性倒錯者」としての自己認識
ホールは成長し自立するにつれて、父親から受け継いだ遺産により、働くことや結婚することなく生きていけることを知った。彼女は当時の典型的な男性ファッションであるズボン、片眼鏡、帽子などを身につけ、自由に振る舞うようになった。
ホールはレズビアンであったが、自らを「先天性倒錯者（congenital invert）」と表現した。これは、性科学者のハヴロック・エリスらが20世紀初頭に用いた言葉であり、生まれつきの性的指向を持つ人々を指す概念である。職を持たずに成人した彼女は、20代の大半を恋愛に費やし、最終的には結婚という選択肢から遠ざかっていった。